# Wereldbeker schaatsen 2008/2009 - Wereldbeker 3 - 5000 meter vrouwen
De derde van 6 wedstrijden voor de wereldbeker schaatsen 5000 meter werd gehouden op 22 november 2008 in Moskou.

## Uitslag A-divisie
| rang   | schaatser          | tijd    | punten |
| ------ | ------------------ | ------- | ------ |
| Goud   | Claudia Pechstein  | 6.49,92 | 100    |
| Zilver | Martina Sáblíková  | 6.57,18 | 80     |
| Brons  | Stephanie Beckert  | 7.01,72 | 70     |
| 4      | Kristina Groves    | 7.03,86 | 60     |
| 5      | Clara Hughes       | 7.04,22 | 50     |
| 6      | Daniela Anschütz   | 7.06,02 | 45     |
| 7      | Masako Hozumi      | 7.06,87 | 40     |
| 8      | Maren Haugli       | 7.08,63 | 35     |
| 9      | Gretha Smit        | 7.11,59 | 30     |
| 10     | Christine Nesbitt  | 7.17,62 | 25     |
| 11     | Brittany Schussler | 7.18,32 | 20     |
| 12     | Katarzyna Wójcicka | 7.22,16 | 15     |

## Loting
| rit | binnenbaan         | buitenbaan         |
| --- | ------------------ | ------------------ |
| 1   | Katarzyna Wójcicka | Gretha Smit        |
| 2   | Maren Haugli       | Christine Nesbitt  |
| 3   | Stephanie Beckert  | Brittany Schussler |
| 4   | Clara Hughes       | Masako Hozumi      |
| 5   | Claudia Pechstein  | Kristina Groves    |
| 6   | Martina Sáblíková  | Daniela Anschütz   |

## Top 10 B-divisie
| rang | schaatser              | tijd    | punten |
| ---- | ---------------------- | ------- | ------ |
| 1    | Shiho Ishizawa         | 7.08,06 | 35     |
| 2    | Hiromi Otsu            | 7.12,29 | 30     |
| 3    | Eriko Ishino           | 7.13,56 | 25     |
| 4    | Elma de Vries          | 7.15,55 | 21     |
| 5    | Katrin Mattscherodt    | 7.17,84 | 18     |
| 6    | Marja Vis              | 7.18,09 | 15     |
| 7    | Do-Yeong Park          | 7.18,60 | 13     |
| 8    | Annouk van der Weijden | 7.18,64 | 11     |
| 9    | Svetlana Vysokova      | 7.18,78 | 10     |
| 10   | Lee Ju-youn            | 7.18,85 | 9      |